# Francesco Albanese
Francesco Albanese (13 de agosto de 1912, Torre del Greco, Nápoles - 11 de junio de 2005, Roma), fue tenor italiano.

## Biografía
Comenzó como recitador de poesías, fue requerido por grandes escritores como Libero Bovio, Ernesto Murolo y Giuni Russo. A la vez como cantante alcanzó la fama a través de la interpertación de las famosas canciones napolitanas, tales como: Silenzio cantore, Napule canta, Ammore calmo, Carmela mia, entre otras. Fue precisamente Maria Callas, devota de la canción napolitana y de la tradición del Bel Canto, quien lo señaló como el tenor ideal para interpretar los papeles de Giuseppe Verdi (1813-1901) y Giacomo Puccini (1858-1924) Cuando interpretó el papel de Alfredo con la diva, en Turín en 1953, Albanese comenzó a ser reclamado para los principales escenarios líricos del mundo.
Durante el "Ventenio" fascista interpretó diversas canciones fascistas con enorme éxito,la que más,"Camerata Richard",en la que se exaltaba la amistad y camaradería entre los soldados italianos y alemanes en el frente africano.
http://www.youtube.com/watch?v=PFBfucH9mpo
Según sus propias declaraciones, el mismo atribuyó sus méritos a cantar "sin efectos y ni artilugios" lo que los propios autores han establecido.